# Fahrwangen

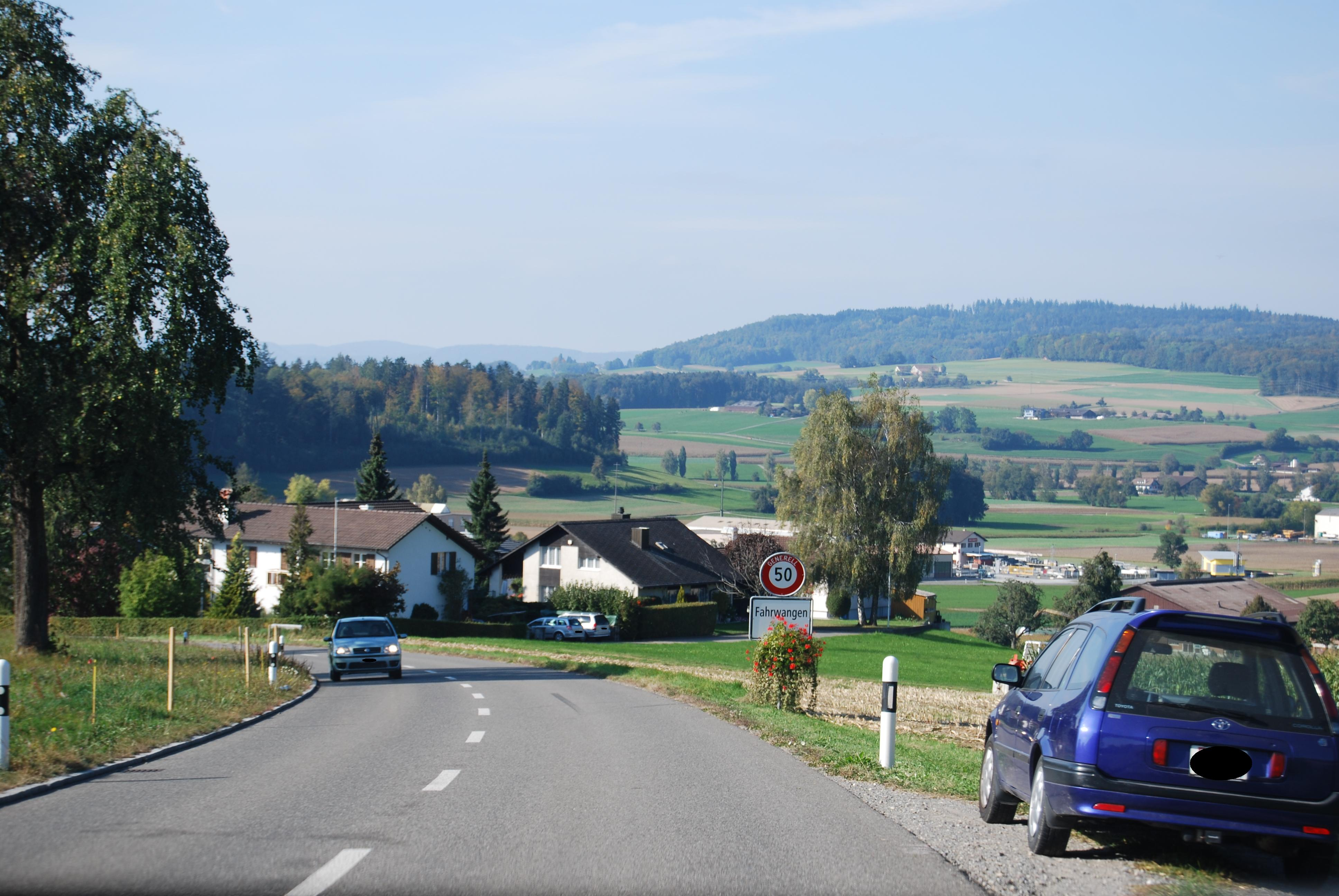
Fahrwangen

Fahrwangen is een gemeente en plaats in het Zwitserse kanton Aargau en maakt deel uit van het district Lenzburg.
Fahrwangen telt 1.937 inwoners.